# Uddevalla östra station
Uddevalla östra station är en järnvägsstation i Uddevalla utefter Bohusbanan som trafikeras av tåg mellan Göteborg och Strömstad. Järnvägsstationen ligger i nära anslutning till Uddevalla gymnasieskola och Högskolecentrum Bohuslän. Stationen trafikeras även av busslinje 2.
I slutet av 2010 fick stationsområdet en uppfräschning. Under hösten 2020 byggdes plattformen om så att den höjdes och gjordes jämnare. Sträckan Uddevalla – Stenungsund stängdes under en period 2020 för denna och flera andra renoveringar och byggen.
| Riktning från | Föregående station | Linje     | Nästa station | Riktning mot |
| ------------- | ------------------ | --------- | ------------- | ------------ |
| Strömstad     | Uddevalla C        | Västtågen | Ljungskile    | Göteborg     |